# Resolutie 1650 Veiligheidsraad Verenigde Naties
Resolutie 1650 van de Veiligheidsraad van de Verenigde Naties werd unaniem door de Veiligheidsraad van de Verenigde Naties aangenomen op 21 december 2005 en verlengde de VN-operatie in Burundi tot 1 juli 2006.

## Achtergrond
Na Burundi's onafhankelijkheid van België in 1962 werd het land een monarchie. In 1966 werd de koning in een staatsgreep vervangen door een president. Toen de voormalige koning in 1972 vermoord werd brak een burgeroorlog uit tussen Tutsi's en Hutu's in het land. Daarna losten de dictators elkaar met opeenvolgende staatsgrepen af. Begin 1994 kwam de president samen met zijn Rwandese collega om het leven toen hun vliegtuig werd neergeschoten. Daarop brak in beide landen een burgeroorlog uit tussen Hutu's en Tutsi's waarbij honderdduizenden omkwamen. In 2000 werd een overgangsregering opgericht en pas in 2003 kwam die een staakt-het-vuren overeengekomen met de rebellen. In juni 2004 kwam een VN-vredesmacht die tot 2006 bleef. Hierna volgden echter wederom vijandelijkheden tot in augustus 2008 opnieuw een staakt-het-vuren werd getekend.

## Inhoud

### Waarnemingen
De overgangsperiode in Burundi was afgerond en de autoriteit was er overgedragen op een democratisch verkozen regering. Die werd nu opgeroepen de stabiliteit en verzoening verder na te streven. Doch was er bezorgdheid over vijandelijkheden door rebellen en destabiliserende factoren in Burundi en het Grote Merengebied.

### Handelingen
Het mandaat van de ONUB-missie in Burundi werd tot 1 juli 2006 verlengd. Ook autoriseerde de Veiligheidsraad dat tijdelijk militairen van de MONUC-vredesmacht in buurland Congo-Kinshasa door de ONUB werden ingezet.
Ten slotte was men nog diep bezorgd om schendingen van de mensenrechten die door de secretaris-generaal waren gerapporteerd en werd aangedrongen op de berechting van de verantwoordelijken.

## Verwante resoluties
- Resolutie 1606 Veiligheidsraad Verenigde Naties
- Resolutie 1641 Veiligheidsraad Verenigde Naties
- Resolutie 1653 Veiligheidsraad Verenigde Naties (2006)
- Resolutie 1692 Veiligheidsraad Verenigde Naties (2006)

Lijst ·  1581 ·  1582 ·  1583 ·  1584 ·  1585 ·  1586 ·  1587 ·  1588 ·  1589 ·  1590 ·  1591 ·  1592 ·  1593 ·  1594 ·  1595 ·  1596 ·  1597 ·  1598 ·  1599 ·  1600 ·  1601 ·  1602 ·  1603 ·  1604 ·  1605 ·  1606 ·  1607 ·  1608 ·  1609 ·  1610 ·  1611 ·  1612 ·  1613 ·  1614 ·  1615 ·  1616 ·  1617 ·  1618 ·  1619 ·  1620 ·  1621 ·  1622 ·  1623 ·  1624 ·  1625 ·  1626 ·  1627 ·  1628 ·  1629 ·  1630 ·  1631 ·  1632 ·  1633 ·  1634 ·  1635 ·  1636 ·  1637 ·  1638 ·  1639 ·  1640 ·  1641 ·  1642 ·  1643 ·  1644 ·  1645 ·  1646 ·  1647 ·  1648 ·  1649 ·  1650 ·  1651